# Automated Planet Finder
O Automated Planet Finder (APF) é um telescópio óptico de 2,4 metros totalmente robótico no Observatório Lick, situado no cume do Monte Hamilton, a leste de San Jose, Califórnia, EUA. Ele foi concebido para procurar planetas extrassolares na gama de cinco a vinte vezes a massa da Terra. O instrumento irá examinar em torno de 10 estrelas por noite. Em mais de uma década, o telescópio vai estudar mil estrelas próximas em busca de planetas.